# Ванін Василь Васильович
Василь Васильович Ванін (1 (13) січня 1898, Тамбов — 12 травня 1951, Москва) — радянський актор театру і кіно, театральний режисер, педагог. Лауреат трьох Сталінських премій другого ступеня (1943, 1946, 1949). Народний артист СРСР (1949).

## Біографія
Василь Ванін народився 1 (13) січня 1900 року в Тамбові у сім'ї дрібного залізничного службовця. Рано втративши батька, в 1906 році був визначений в сирітський будинок.
У 1910 році закінчив Тамбовське міське училище, в 1915 — Тамбовське залізничне училище.
У 1915—1917 роках — робочий сцени, статист Тамбовського міського театру (антреприза Хреннікова, Ф. Н. Пікуліна). З 1918 року — актор Пересувний трупи Політосвіти, в кінці 1919 — Першого радянського робочого театру Тамбова. Перша велика роль — старий Ланц («Тунель» Ф. Філіппі, 1920). У 1918—1920 роках навчався в драматичній студії при відділі народної освіти під керівництвом М. Варзіна в Тамбові.
У 1920 році був призваний до Червоної армії, служив завідувачем клубом 16-ї піхотної школи в Тамбові. Після демобілізації, в 1921—1922 роках — актор і режисер Тамбовського міського театру імені А. В. Луначарського (нині Тамбовський драматичний театр).
З 1922 по 1923 рік — актор Петроградського театру Пролеткульту «Нова драма», в 1923 — Петроградського театру «Криве дзеркало», в 1923—1924 — актор і адміністратор Рязанського радянського театру (нині Рязанський державний обласний театр драми), в 1924 — Замоскворецкого театру відділу народної освіти Москви.
У 1924—1949 роках — актор і режисер Театру імені МГСПС (з 1938 — Театр імені Моссовета) в Москві.
У 1949—1951 роках — головний режисер, художній керівник і актор Камерного театру (з 1950 — Московський драматичний театр імені А. С. Пушкіна).
З 1927 року знімався в кіно, переважно в історико-революційних фільмах. Був спочатку затверджений на роль Чапаєва в однойменному фільмі, оскільки мав до того моменту досвід гри в цій ролі в театрі.
У 1930—1936 роках викладав в драматичній школі при Театрі імені МОСПС. З 1944 року викладав у ВДІКу, керівник акторської майстерні (з 1949 — професор).
Помер в Москві 12 травня 1951 року. Похований на Новодівочому кладовищі (ділянка № 2, надгробок — скульптор І. М. Рукавишников).

## Вибрана фільмографія
- 1931 — «Томмі»
- 1937 — «Повернення Максима»
- 1938 — «Болотні солдати»
- 1938 — «Честь»
- 1939 — «Ленін в 1918 році»
- 1939 — «Член уряду»
- 1940 — «На шляхах»
- 1941 — «Валерій Чкалов»
- 1942 — «Секретар райкому»
- 1946 — «Звільнена земля»
- 1947 — «Алмази»
- 1948 — «Дорогоцінні зерна»